# Pseudopoda heteropodoides
Pseudopoda heteropodoides là một loài nhện trong họ Sparassidae.
Loài này thuộc chi Pseudopoda. Pseudopoda heteropodoides được Peter Jäger miêu tả năm 2001.